# Chiesa di Sant'Ilario (Rovereto)
La chiesa di Sant'Ilario è una chiesa cattolica sconsacrata nella frazione di Sant'Ilario a Rovereto. Nel corso del tempo venne chiamata anche chiesa di Sant'Ilario Stroparolo o chiesa di Sant'Ilario vecchia per differenziarla dalla vicina e più recente chiesa di Sant'Ilario nuova. Risale al XII secolo.

## Storia
Il luogo di culto è tra i più antichi della Vallagarina e fu edificato entro il XII secolo
Durante il periodo medievale la località fu chiamata Stropparolo (o Stroparolo) e una strada locale riporta il nome di via Stroperi. La chiesa venne edificata contemporaneamente ad un ospizio pensato per i viandanti per volontà dell'allora principe vescovo di Trento Corrado II di Beseno. Da quel momento divenne per lungo tempo uno spedale. Fu poi lazzaretto e convento nel 1333.
A partire dal 1630 fu acquistato da privati e venne trasformato in una residenza aristocratica. La piccola chiesa divenne così la cappella del complesso.  In tempi più recenti tutta la struttura è divenuta azienda agricola chiamata maso Zandonai dopo essere stata casa Tacchi.

## Descrizione
Lo stile architettonico è tipicamente romanico. La facciata del piccolo tempio è orientata verso ovest e si presenta semplice, a capanna con due spioventi. Il portale di accesso è architravato ed è sormontato da una grande lunetta affrescata. Sul lato meridionale della chiesetta esisteva una porticina a circa sei metri di altezza che metteva in comunicazione con un edificio distrutto durante il primo conflitto mondiale. In seguito rimase raggiungibile attraverso una scala esterna, ma anche questa venne demolita e la porta fu murata.
La torre campanaria venne utilizzata inizialmente come torre di avvistamento e difesa dell'antico ospizio. Termina con una cuspide in laterizio conica che simula un cesto e la cella campanaria è stata quasi certamente creata successivamente alla struttura. Sul lato a occidente i resti di una meridiana. Nella lunetta sopra la porta ancora è presente l'affresco tardo duecentesco Cristo in maestà. Altre tracce molto meno distinguibili di affreschi si trovano anche su altre parti della facciata e sono tra i più antichi dell'intero Trentino.